# Anna Berreiter
Anna Berreiter, née le 3 septembre 1999 à Berchtesgaden, est une lugeuse allemande.

## Carrière
Anna Berreiter est médaillée d'argent en sprint aux Championnats du monde de luge 2021 à Königssee. Aux Jeux olympiques d'hiver de 2022 à Pékin, elle remporte la médaille d'argent de l'épreuve féminine.

## Palmarès

### Jeux olympiques
- Pékin 2022 :
  -  : Médaille d'argent en simple

### Championnats du monde de luge
- : Médaille d'or en simple en  2023.
- : Médaille d'or en relais en 2023.
- : Médaille d'argent en sprint en  2021.
- : Médaille de bronze en sprint en  2023.

### Coupe du monde
- 20 podiums individuels : 
  - en simple : 5 victoires, 6 deuxièmes places et 7 troisièmes places.
  - en sprint : 2 troisièmes places.
- 8 podiums en relais : 4 victoires et 4 deuxièmes places

### Championnats d'Europe de luge
- : Médaille d'or en simple en 2023.
- : Médaille d'argent par équipe en 2023.